# Itamar (biblische Person)
Itamar wird in Ex 6,23  erwähnt als der vierte und jüngste Sohn des Aaron aus dem Stamm Levi und der Elischeba, welche aus dem Geschlecht Juda stammte.
Ex 28  beschreibt die Weihe Aarons und seiner vier Söhne Nadab, Abihu, Eleasar und Itamar zu Priestern. Da die beiden ältesten Söhne Aarons aufgrund einer Verfehlung beim Kultus  umkommen (Lev 10,1 ) ohne Söhne zu hinterlassen, geht das Amt des Hohepriesters nach Aarons Tod auf den ältesten überlebenden Sohn, Eleasar, über. Itamar wird Haupt einer Priestergruppe außerhalb der Hohepriesterlinie (vgl. Esra 8,2 ) und hat nach Ex 38,21 , Num 4,28 , Num 4,33  und Num 7,8   eine Leitungsfunktion gegenüber den Leviten, die mit dem Bau und dem Transport des Heiligtums betraut sind.
Der Hohepriester Eli, welcher den Propheten Samuel erzog, kann aus einem Vergleich von 1 Kön 2,27  mit 1 Chr 24,3.6  als ein Nachkomme gesehen werden.
Die heutige israelische Siedlung Itamar ist nach ihm benannt.